# Idrætscenter Vest

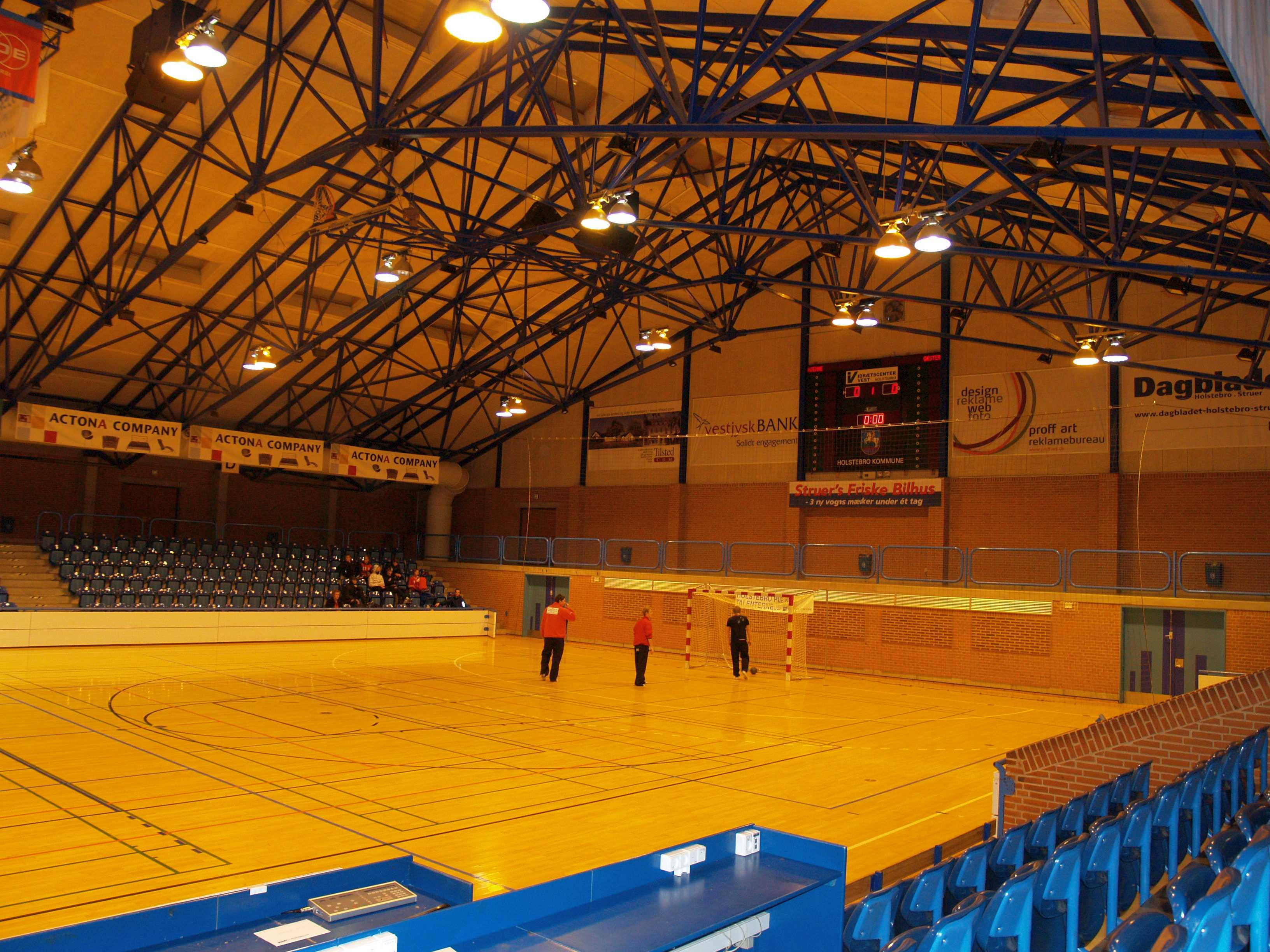
Idrætscenter Vest vor dem Umbau im Jahr 2014.

Das Idrætscenter Vest ist ein Sportzentrum in der dänischen Stadt Holstebro. Das Sportzentrum erfasst zwei Sportshallen, zwei Tanzsäle, eine Halle für Sprungturnen (vom dänischen; springcenter), Fitnessstudio und vieles mehr. Außerdem gibt es viele Fußballfelder sowie Felder für American Football und Bogenschießen. In der größten Halle, die im Jahr 1986 erbaut wurde, gibt es nach dem Umbau 2014 Platz für 1000 Zuschauer (davon 400 Sitzplätze). Die Halle war über viele Jahre die Heimstätte des ansässigen Handballvereins Team Tvis Holstebro. Weiterhin dient das Sportzentrum als Sportstätte beim Holstebro-Cup. Ab der Saison 2020/21 trägt die Damenhandballmannschaft von HH90 ihre Heimspiele im Idrætscenter Vest aus.